# Scenic World
Scenic World est un parc de loisirs de Katoomba, dans la Nouvelle-Galles du Sud, en Australie.

## Annexe